# 长蕊青兰属
长蕊青兰属（学名：Fedtschenkiella）是唇形科下的一个属，为多年生草本植物。该属仅有长蕊青兰（Fedtschenkiella staminea）一种，分布于中亚。